# Enge
Die Enge ist ein Quartier der Stadt Zürich. Die ehemals selbständige Gemeinde Enge wurde 1893 eingemeindet und bildet heute zusammen mit Wollishofen und Leimbach den Kreis 2.

## Quartierstruktur

Luftbild von Walter Mittelholzer, 1919, im Zentrum der alte Bahnhof Enge (heute Alfred-Escher-Strasse)

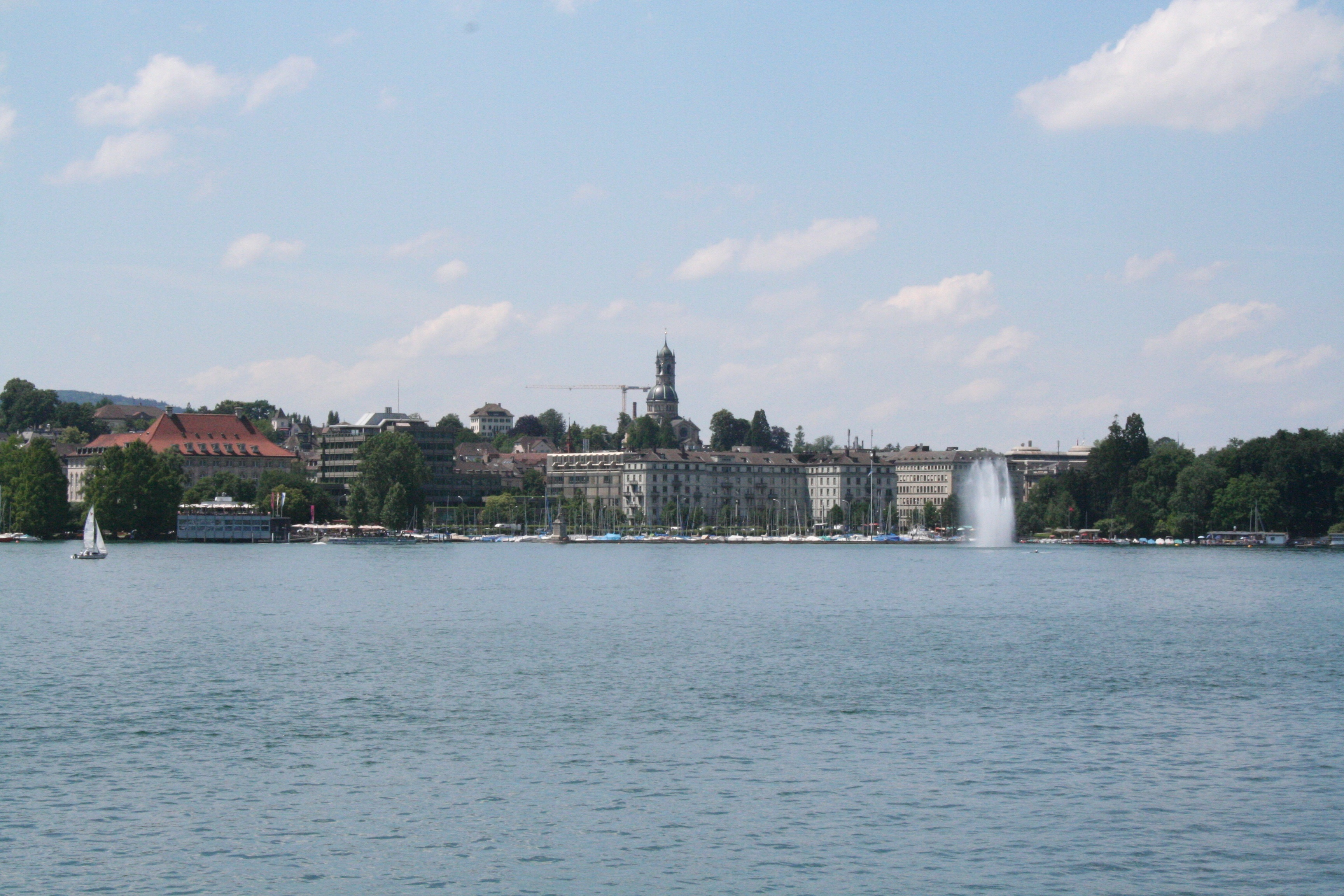
Blick vom See auf die Enge

Das Quartier liegt südwestlich der Innenstadt, zwischen Pärken, Moränenhügeln und dem Zürichsee. In der Enge leben auf rund 2,4 Quadratkilometern etwa 9500 Einwohner.
Von hoher wirtschaftlicher Bedeutung ist das Quartier vor allem aufgrund der 27'000 Arbeitsplätze regionaler, nationaler und internationaler Unternehmen, darunter insbesondere vier global tätige Versicherungskonzerne. Berühmt ist die Enge für ihr Wahrzeichen, die Kirche Enge, noch mehr jedoch für die über die Landesgrenzen hinaus bekannten Institutionen Museum Rietberg im Rieterpark und die Sukkulenten-Sammlung. Architektonisch bedeutsam sind die aus dem 18. und 19. Jahrhundert stammenden einstigen Landsitze Muraltengut (dient heute städtischen Empfängen), Freigut (heute Sitz des Internationalen Eishockeyverbandes), Belvoir (heute Hotelfachschule) und Villa Wesendonck (heute Museum Rietberg) einschliesslich der erhaltenen Parkanlagen sowie die Industriellenvilla Villa Sihlberg. Der einzige Rebberg auf dem Territorium der heutigen Stadt Zürich, der durchgängig bepflanzt und nie zwischenzeitlich aufgegeben worden war, liegt am Südhang vor dem Bürgli, wo der Schriftsteller Gottfried Keller seinen Grünen Heinrich schrieb. Manche andere Villa musste im 20. Jahrhundert Neubauten weichen. Auch die vielen Strassenzüge mit Fassaden des Historismus sind erwähnenswert. Im Gegensatz etwa zum Quartier Hottingen ist der Jugendstil nur wenig vertreten; eine bedeutende Ausnahme bilden das Ensemble Bleicherweg 37–47 mit dem markanten Chachelihuus bei der Tramhaltestelle Tunnelstrasse.

## Wappen
Blasonierung
Sechsmal geteilt von Silber und Rot

## Bevölkerungsentwicklung des Quartiers
Quelle:Statistik & Daten: Enge

## Geschichte

### Ur- und Frühgeschichte
Die ersten Beweise für Siedlungen im Gebiet der Enge wurden 1961 an der heutigen Kreuzung Alfred-Escher-/Breitingerstrasse entdeckt. Bei Grabungen konnten jungsteinzeitliche Siedlungen aus der Zeit von 3300 und 3200 vor Christus nachgewiesen werden. Danach sollte erst etwa 1000 Jahre später die nächste Siedlung entstehen, die ihrerseits im 9. Jahrhundert v. Chr. durch eine früheisenzeitliche Siedlung beim heutigen General-Guisan-Quai ersetzt wurde. Da der Seespiegel vermutlich angestiegen war, musste diese Siedlung durch deren keltische Bewohner aber bereits etwa 800 v. Chr. wieder aufgegeben werden.
Obwohl anzunehmen ist, dass es auch später kleine Siedlungen auf dem Gebiet der heutigen Enge gab, stammt der einzige Fund – ein Frauengrab am Gabler-Hügel, in welchem Fuss- und Armringe gefunden wurden – aus dem 4. Jahrhundert v. Chr. Aus der Zeit des Römischen Reiches wurden in der Enge verschiedene kleine Spuren gefunden (Mauern, Münzen, Mosaike etc.) und u. a. bei den Tiefenhöfen eine Grabstätte. Diese Funde wurden als Überreste von römischen Villen gedeutet. Nach dem Wegzug der Römer blieben in der Enge vermutlich helvetische Bauern zurück, die sich später mit den einfallenden Alemannen vermischten. An diese Zeit erinnert nur ein alemannischer Sax, der bei Bauarbeiten gefunden wurde.

### Name
1210 findet sich der Name «Enge», der von einem auf einen Engpass hindeutenden Flurnamen abgeleitet ist, erstmals in einem Dokument. Darin wird neu gerodetes Land in Engi superiori erwähnt. Es ist jedoch bis heute nicht zweifelsfrei geklärt, auf welche Stelle im Enge-Quartier sich dieser Name bezieht. Laut Guntram Saladin bildet die schmale Senke zwischen den Moränenzügen beidseits der heutigen Waffenplatzstrasse den Ausgangspunkt für die Bezeichnung. Eine Quelle aus dem Jahre 1351, in der die heutige Brandschenkestrasse als «Landstrasse nach Engi» bezeichnet wird, scheint ebenfalls darauf hinzudeuten, dass die «Engi» im Bereich der heutigen Waffenplatzstrasse war. Uf Engi war auch der Name eines Lehenshofes der Fraumünsterabtei am Fusse des Rietbergs, was diese Deutung stützt. Nach anderer Meinung soll die fragliche Örtlichkeit «Engi» weiter südlich bei der heutigen Brunaustrasse gelegen haben.

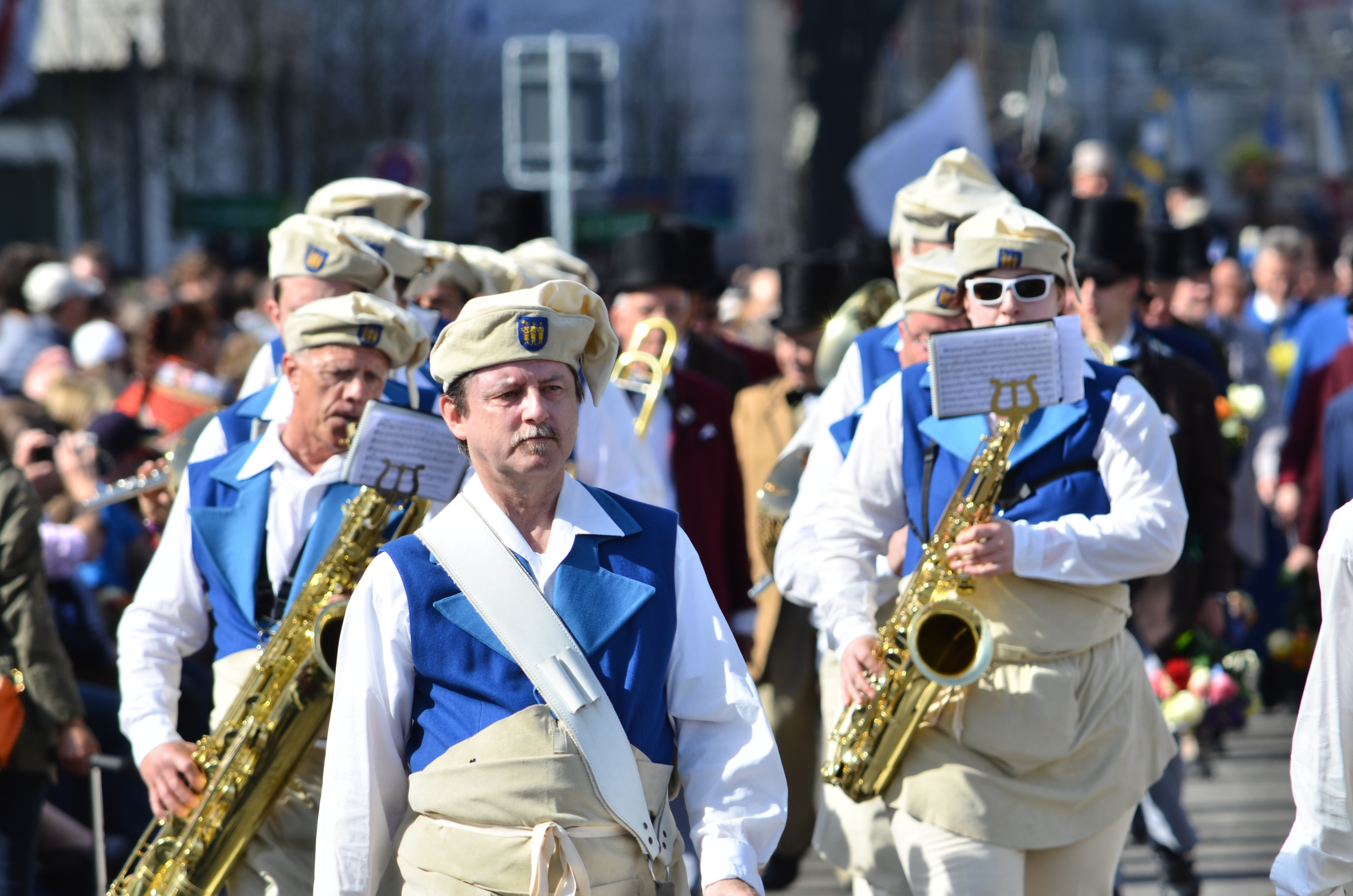
Musikkapelle der
Zunft zu den Drei Königen am Zürcher Sechseläuten, 2015

Erst im 16. Jahrhundert konnte sich der Namen Enge für das ganze Gemeindegebiet durchsetzen. Eine andere Benennung war Wacht zu den heiligen Drei Königen, was sich auf eine frühere Kapelle im Bereich des heutigen Bahnhofs Zürich Enge bezog. 1897 wurde diese Bezeichnung archaisierend für den Namen der neugegründeten Quartierzunft «Zunft zu den drei Königen» wieder aufgenommen.

### Mittelalter
Nach der Zeit unter alemannischer Herrschaft gehörte die Enge zum Gebiet des Fränkischen Reiches und nach dem Vertrag von Verdun zum Herzogtum Schwaben. Durch eine Schenkung von Ludwig dem Deutschen, einem Enkel Karls des Grossen, an seine älteste Tochter Hildegard – er schenkte ihr zusammen mit viel Landbesitz ein kleines bestehendes Kloster – gelangte die Enge unter die Herrschaft des Fraumünster-Klosters bzw. des Zürcher Reichsvogtes. Durch die Übernahme der Reichsvogtei durch die Grafen von Lenzburg gelangte auch die Enge bis zu deren Aussterben im Jahre 1173 in deren Herrschaftsbereich. Nach dem Aussterben der Lenzburger gelangten Reichsvogtei Zürich und Enge an die Zähringer. Im Auftrage der Zähringer (und möglicherweise auch schon früher im Auftrage der Lenzburger) verwalteten die Freiherren von Eschenbach die Reichsvogtei Zürich. Mit dem Tod Bertholds V. 1218 starb jedoch die Hauptlinie der Zähringer aus und die Reichsvogtei Zürich fiel als Reichslehe an die Eschenbacher.
Siehe auch: Zürichgau, Geschichte der Stadt Zürich

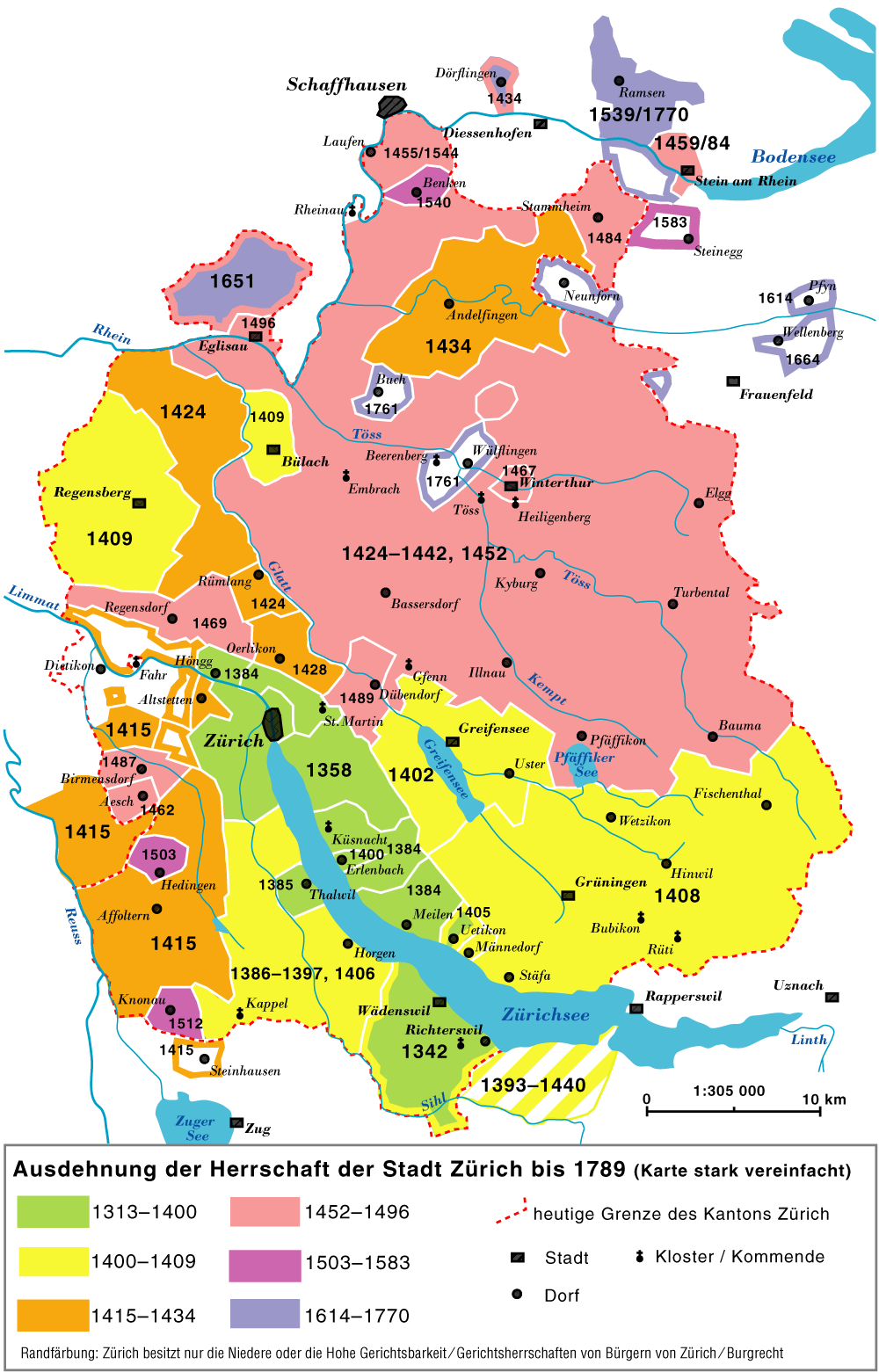
Entwicklung des Herrschaftsgebiets der Stadt Zürich 1313–1798

Der Besitz der Eschenbacher wurde über die Jahre hinweg immer wieder aufgeteilt. Die Reichsvogtei Zürich blieb jedoch während des gesamten 13. Jahrhunderts im Besitze desjenigen Zweiges der Eschenbacher, welcher auf der Schnabelburg wohnte. Da der Eschenbacher Berchtold III. nach seinem Tode in der Schlacht bei Göllheim seinen Söhnen Schulden hinterlassen hatte, mussten diese neben anderen Ländereien die Vogtei Wollishofen verkaufen. Am 6. Oktober 1304 verkaufte Walter von Eschenbach in seinem sowie in seiner Brüder Namen die Vogtei Wollishofen an Rüdiger Manesse, einem Sohn des Liedersammlers Rüdiger Manesse. Es ist anzunehmen, dass dieser sich ein «kleines Reich» mit der Burg Manegg als Mittelpunkt schaffen wollte. Die Nachfolger Rüdiger Manesses als Vogt waren sein Sohn Ulrich sowie dessen Sohn Rüdiger, welcher als Nachfolger Rudolf Bruns ab September 1360 Bürgermeister der Stadt Zürich war.
1392 sahen sich auch die Manesses gezwungen, ihren Besitz zu Geld zu machen und verkauften die Vogtei Wollishofen am 4. Mai an Rudolf Hoppeler von Winterthur und an Ritter Johannes von Seon, einem Zürcher Ratsherr. Diese verkauften die Vogtei bald wieder an den Zürcher Bürger Johannes Ebishart, welcher sie am 5. November 1395 an den Zürcher Johannes Stucki verkaufte. 1420 verkaufte Jakob Stucki, ein Nachfahre von Johannes Stucki, die Vogtei an die Stadt Zürich. Die Vogtei Wollishofen, bestehend aus den Wachten (Militär- und Steuerbezirke) Enge und Wollishofen, wobei Leimbach trotz mangelnder gemeinsamer Grenze zur Wacht Enge gehörte, wurde bis 1789 von städtischen Obervögten, zwei Mitgliedern des Kleinen Rates, verwaltet.
Als Anrainer an die Stadt Zürich wurde auch die Enge nicht vom Alten Zürichkrieg verschont. Obwohl 1440 die Dreikönigskapelle in der Enge noch als Verhandlungsort diente, berichten Quellen davon, dass die Eidgenossen später auch in der Enge Verwüstung anrichteten. Es ist jedoch anzunehmen, dass die Bevölkerung hinter die Stadtmauern Zürichs flüchten konnte und die Engemer keine nennenswerten Verluste erleiden mussten.

### Reformation
Im Unterschied zu Gebieten am anderen Ufer des Zürichsees verlief die Reformation in der Enge ohne Widerstand und Gewalt. Auch in der Enge wurden die Gotteshäuser säkularisiert, so 1525 auch die 1361 erstmals erwähnte Dreikönigskapelle. Der Name der Kapelle (sie stand an der Stelle des heutigen Bahnhofs Enge) schlug sich sowohl im Wappen der ehemaligen Gemeinde Enge als auch im Namen der heutigen Quartierzunft nieder. Die später in ein Wohnhaus umgestaltete Kapelle fiel 1887 einem Feuer zum Opfer und wurde 1890 abgerissen. Das 1776 erbaute zugehörige Bet- und Schulhaus wurde 1899 abgerissen.
Zusammen mit Ulrich Zwingli zog auch ein Engemer Aufgebot in den Zweiten Kappelerkrieg, wobei die Engemer Adam Welti, Junghans Sässler und Uli Baag fielen.

### 17.Jahrhundert
Da die Enge nun im Bannkreis der Stadt Zürich stand, durften sich hier nur noch Handwerker niederlassen, die einer städtischen Zunft angehörten. Andererseits wurden den Engemern aber die sonst üblichen Zölle an den Toren der Stadt erlassen. Oft kam es zu Streitigkeiten, bei denen die städtischen Zünfter gegen in der Enge niedergelassene Handwerker klagten. Teilweise wurden diese vom Rat zugunsten, teilweise gegen die Kläger entschieden.
Als im 17. Jahrhundert die Stadtbefestigung erweitert wurde, verlor die Enge das Gebiet zwischen dem Fröschengraben (heute: Bahnhofstrasse) und dem Schanzengraben an die Stadt. Die dort wohnenden Engemer durften ihr Bürgerrecht zwar behalten, unterstanden jedoch nicht mehr den Obervögten, sondern der Stadt direkt.

### Industrialisierung und Eingemeindung

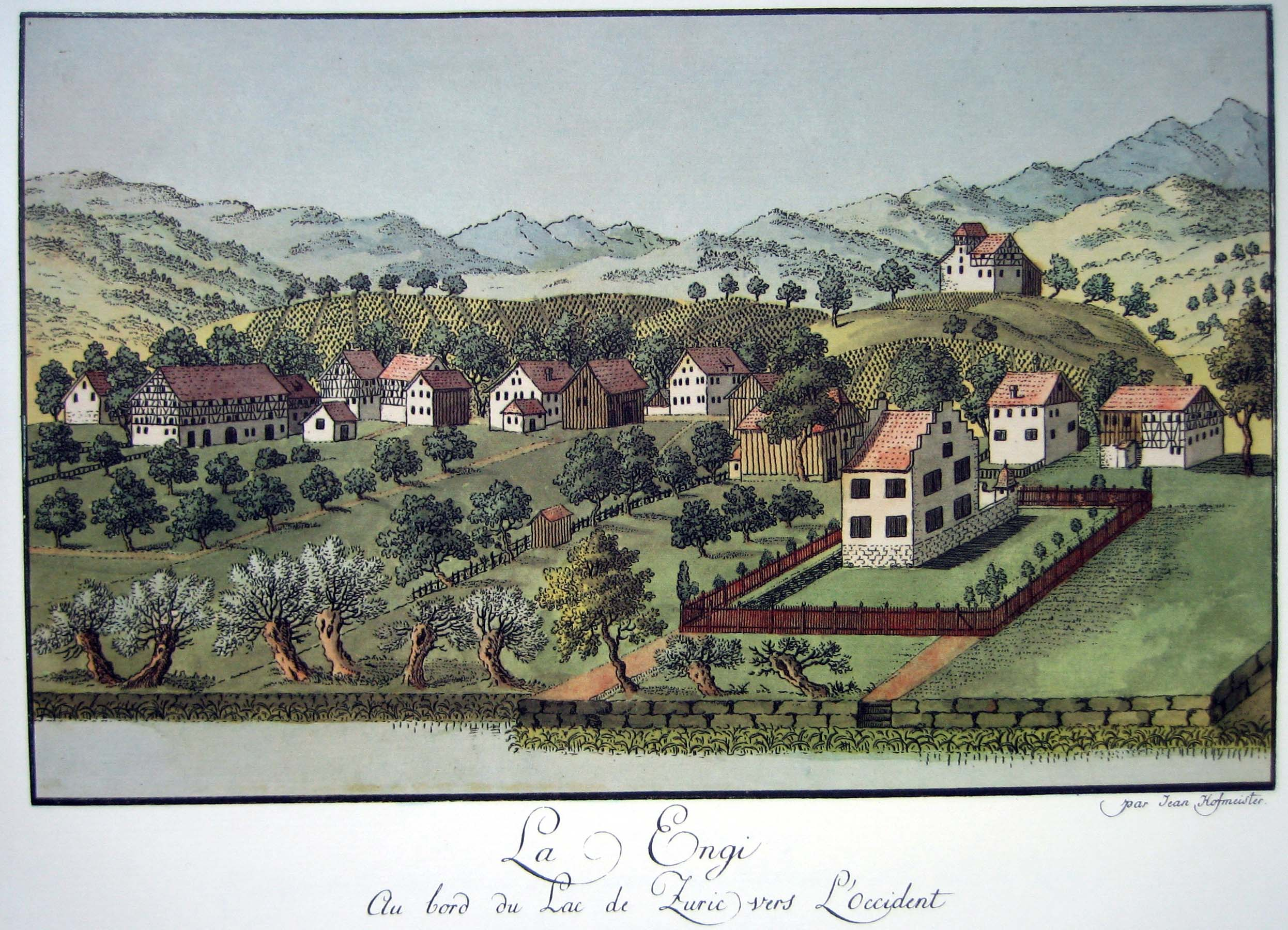
Ansicht der Gemeinde Enge vom Zürichsee her um 1794: im Vordergrund das Venedigli, im Hintergrund das Bürgli

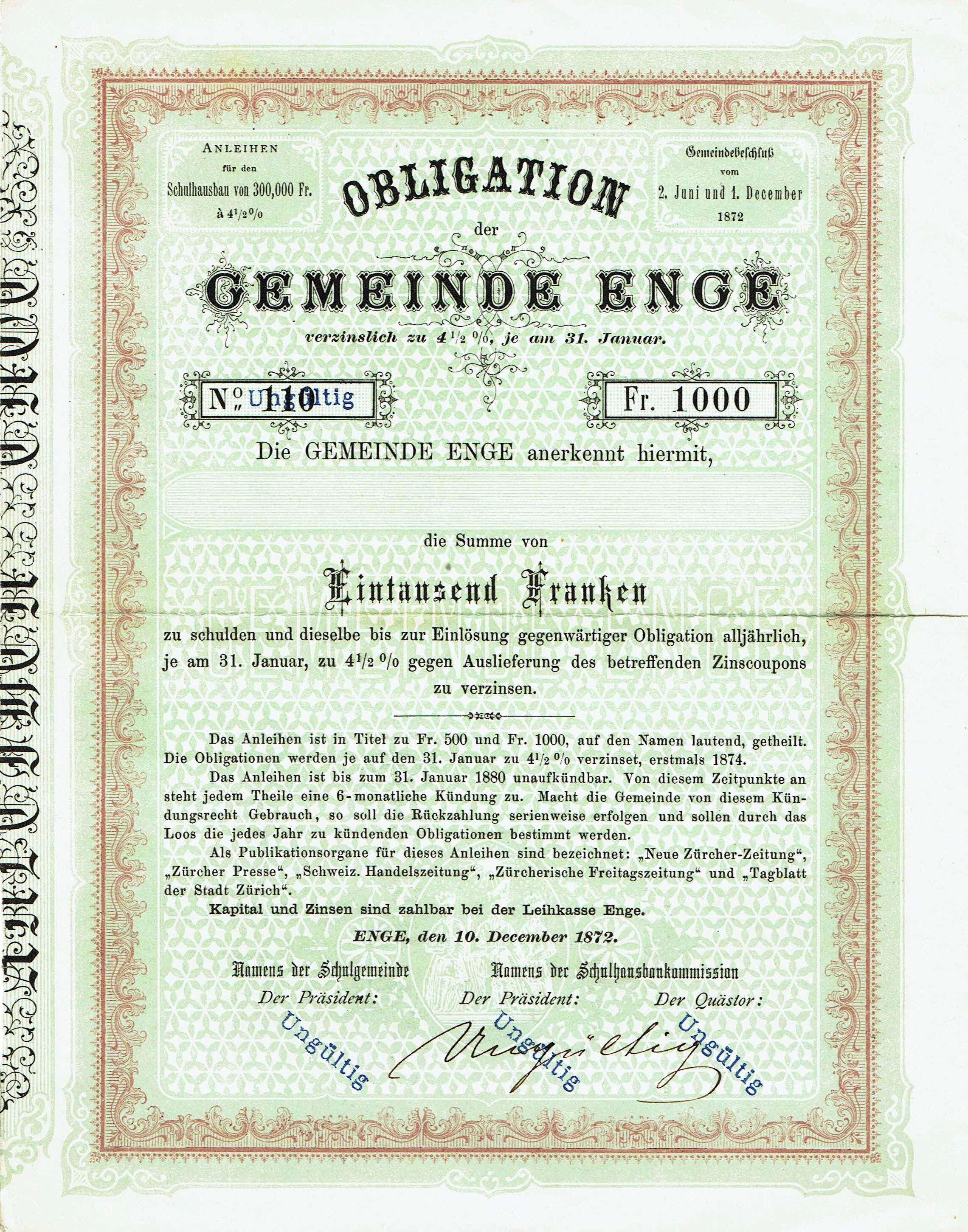
Obligation über 1000 Franken der Gemeinde Enge vom 10. Dezember 1872

Ende des 19. Jahrhunderts siedelten sich in der Enge zahlreiche Industriebetriebe und wohlhabende Unternehmer an, die Villen mit großzügigen Parkanlagen errichteten. So kaufte der Zürcher Unternehmer Emanuel Hess 1841 die Liegenschaft Freigut, um sein 1834 gegründetes Weinhandelsunternehmen, das heute als Landolt Weine AG bekannt ist, zu erweitern. 1864 ging das Gaswerk in der Enge in Betrieb, das 1884 in den Besitz der Gemeinde überging. Im Jahr 1866 wurde die Brauerei Hürlimann auf das benachbarte Bauerngut zum Steinernen Tisch verlegt. Zudem ersetzte die Familie Landolt 1834 ihr turmartiges, stadtbürgerliches Landhaus durch ein klassizistisches Gebäude namens Bürgli, in dem der Dichter und Politiker Gottfried Keller von 1876 bis 1882 wohnte.
Gegen Ende des 19. Jahrhunderts wurde die linksufrige Seebahn in Seenähe geplant, wodurch der erste Bahnhof 1875 nicht am heutigen Standort, sondern etwa 100 Meter näher am See gebaut wurde. Das Trassee verlief durch den Ulmbergtunnel nach Wiedikon und entsprach der späteren Tunnelstrasse. Angesichts von lediglich rund 20 Zügen pro Tag nahm man die zahlreichen Niveauübergänge und die damit verbundenen Wartezeiten für den Strassenverkehr in Kauf.
Unter Stadtingenieur Arnold Bürkli entstanden in den 80er Jahren des 19. Jahrhunderts durch beträchtliche Seeaufschüttungen der Bürkliplatz und die Quaianlagen mit Quaibrücke und Arboretum, dem heutigen Bürklipark. Zürich erhielt zum grössten Teil auf dem Gebiet der noch selbständigen Gemeinde Enge eine spektakuläre öffentliche Promenade und öffnete sich damit erstmals wirklich dem See.
Nachdem sich die Gemeinde Aussersihl einerseits mit sozialen, andererseits mit infrastrukturellen Problemen (Wohnungs- und Schulhausbau) konfrontiert sah, reichte ihr Gemeinderat 1885 beim Kantonsrat eine Petition zur Vereinigung mit der Stadt Zürich ein, welche auch die anderen 10 Aussengemeinden betraf. Die Gemeinden Enge und Wollishofen lehnten dieses Begehren jedoch ab. Nach Beratungen im Kantonsrat wurde jedoch am 11. Mai 1891 das Vereinigungsgesetz mit 169 zu 11 Stimmen angenommen. Dieses Gesetz sah die von Aussersihl geforderte Vereinigung der 11 Aussengemeinden mit der Stadt Zürich vor. In der folgenden kantonalen Volksabstimmung wurde die Vorlage mit 37'843 zu 24'904 Stimmen angenommen. Von den betroffenen Gemeinden stimmten nur die Gemeinden Enge (Ja: 448, Nein: 453) und Wollishofen (Ja: 124, Nein: 256) dagegen. Wollishofen reichte im Anschluss sogar einen Rekurs beim Bundesgericht ein, welcher jedoch abgelehnt wurde. Am 1. Januar 1893 wurde die Enge dann zusammen mit den zehn anderen Aussengemeinden eingemeindet.

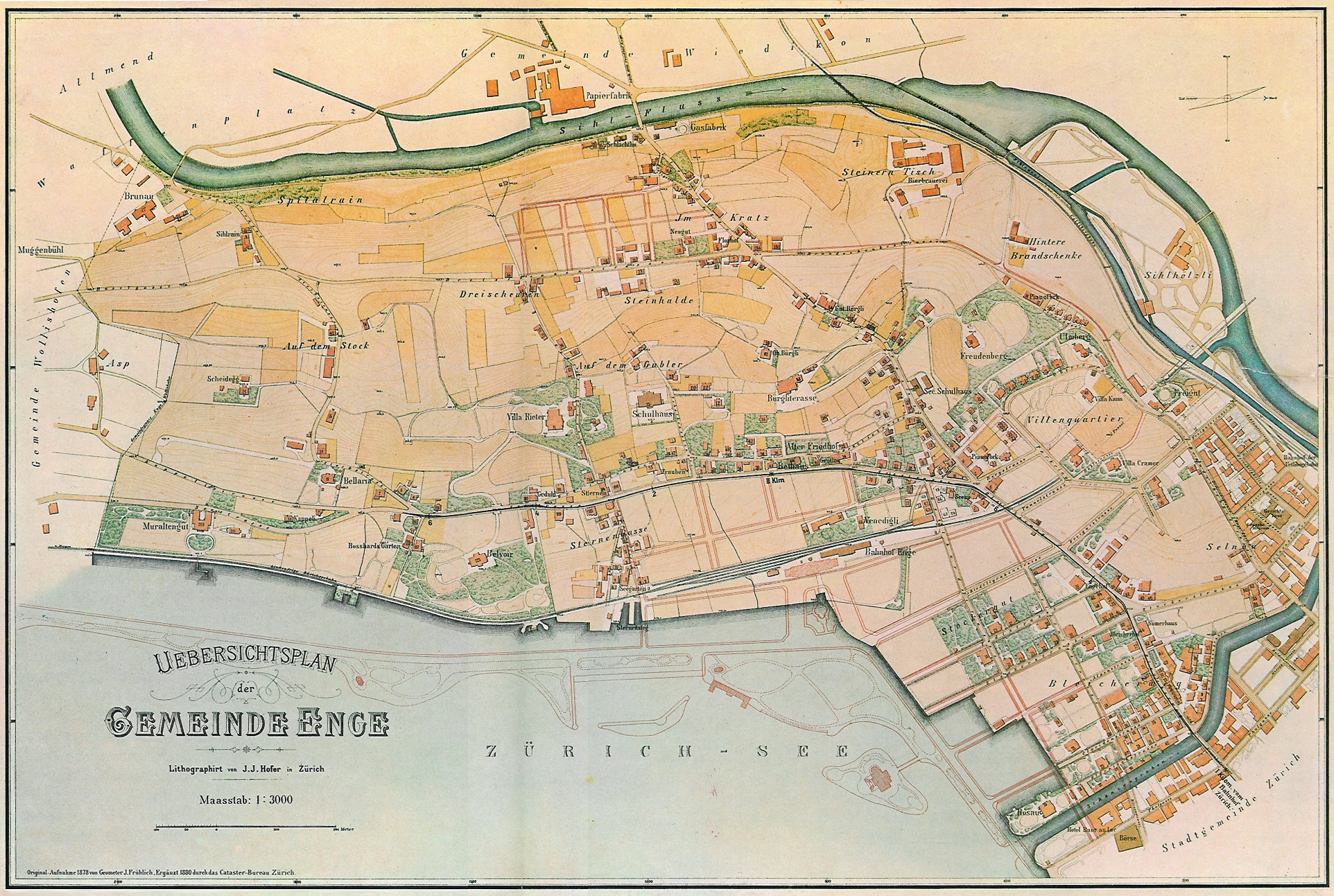
Übersichtsplan der Gemeinde Enge 1878/1880
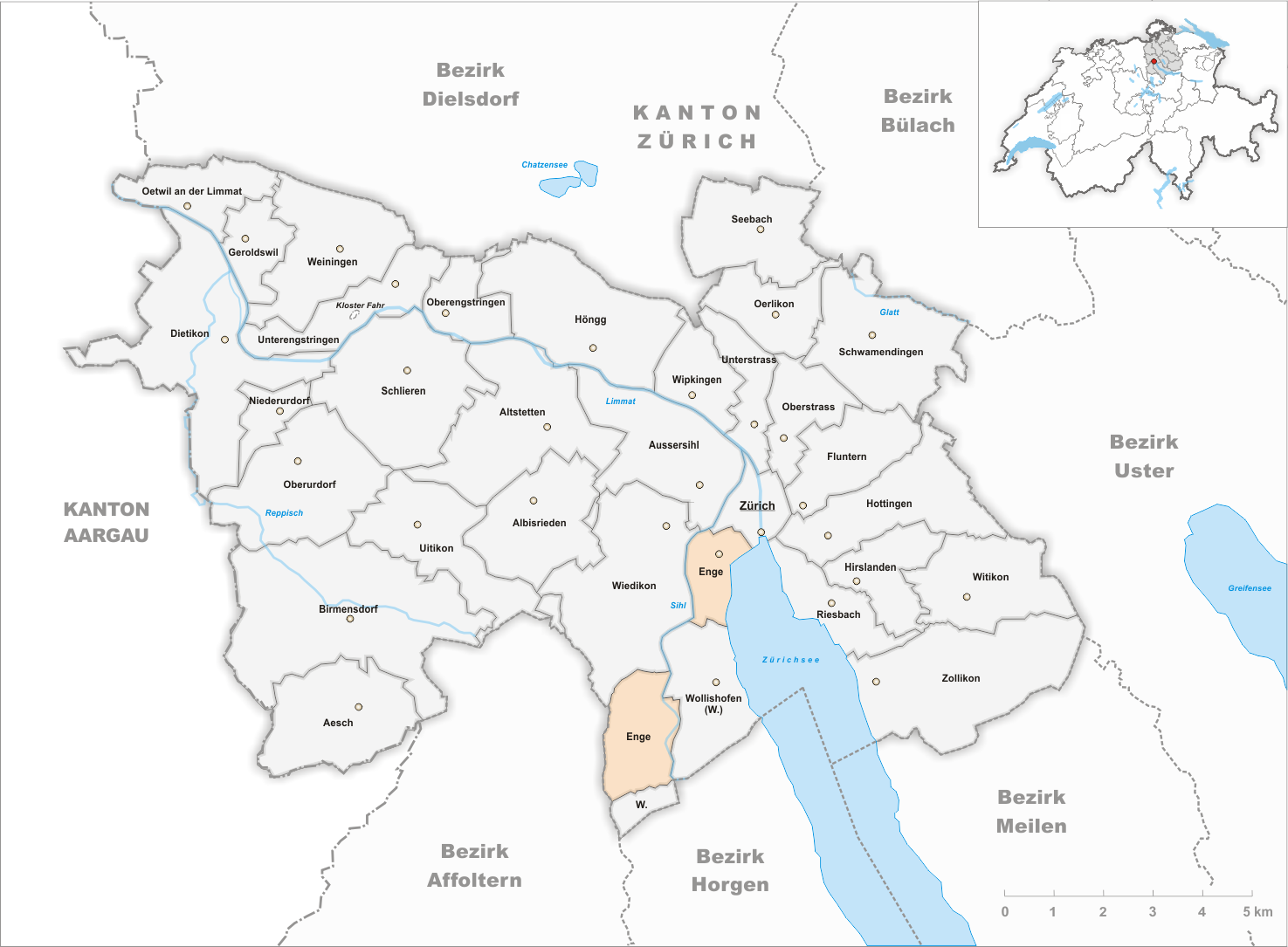
Gemeindestand vor der Eingemeindung am 1. Januar 1893

### 20. Jahrhundert

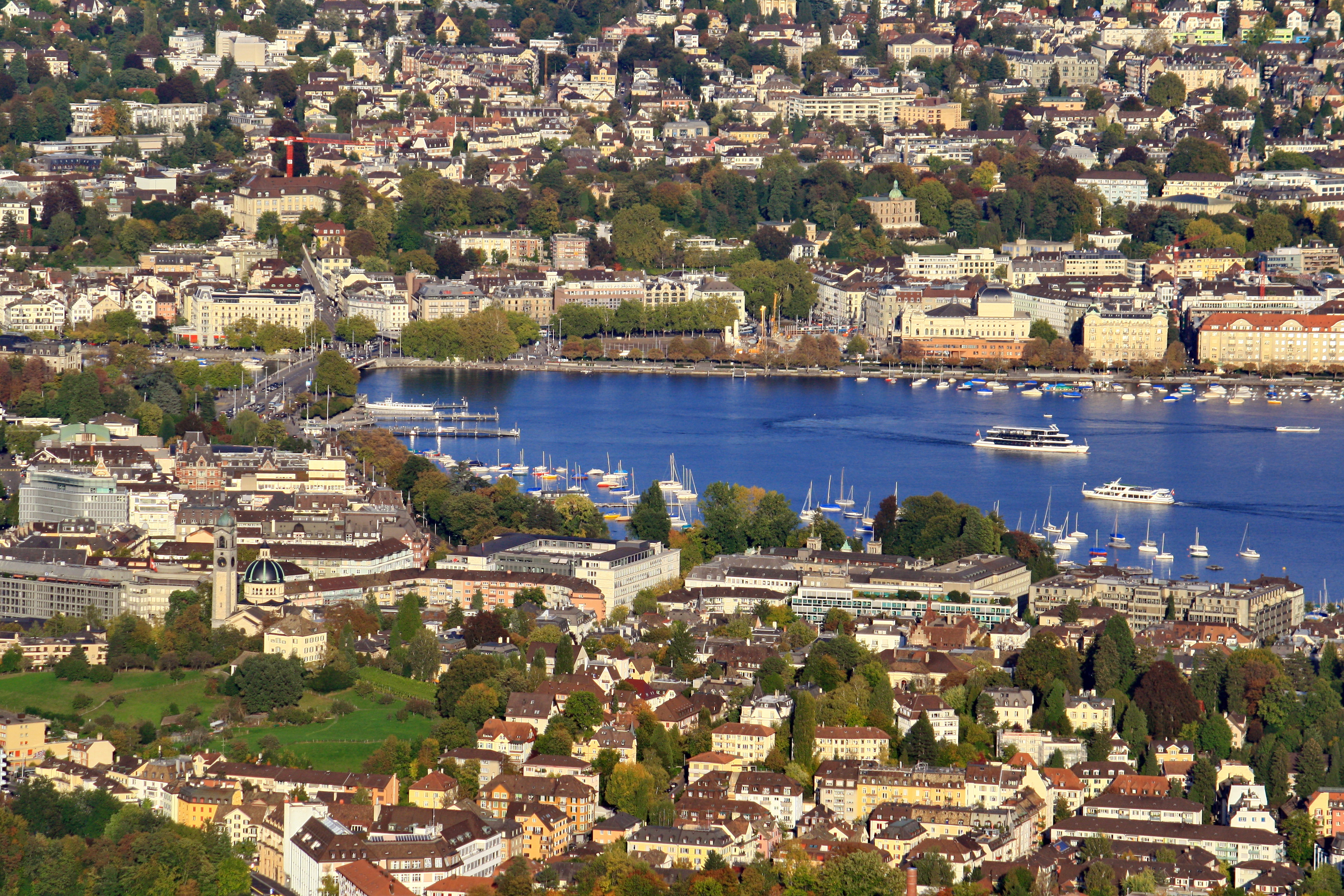
Ansicht vom Uetliberg auf die Quartiere Enge, Rathaus (links), Seefeld und Hottingen (im Bildhintergrund rechts)

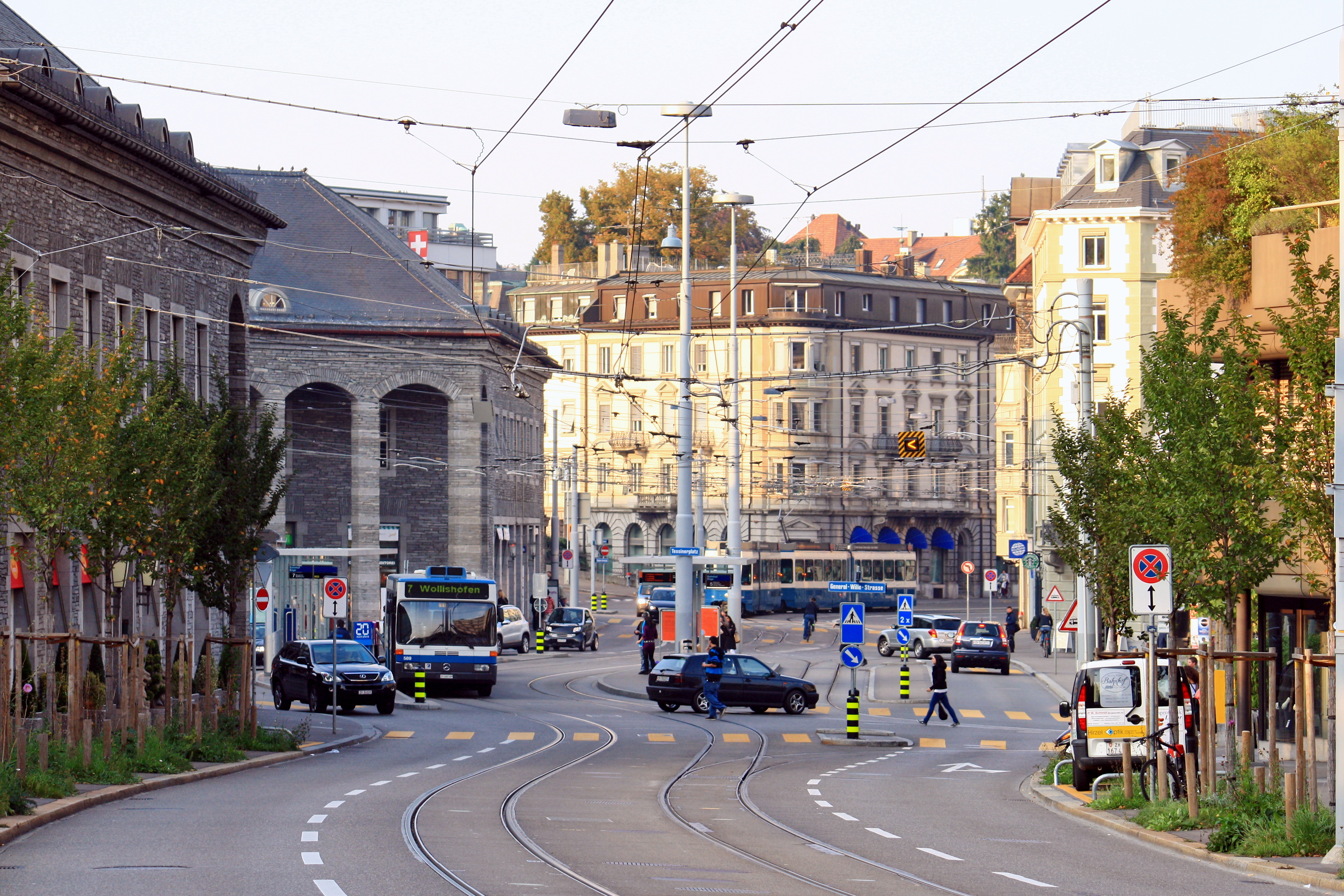
Seestrasse beim Bahnhof Enge

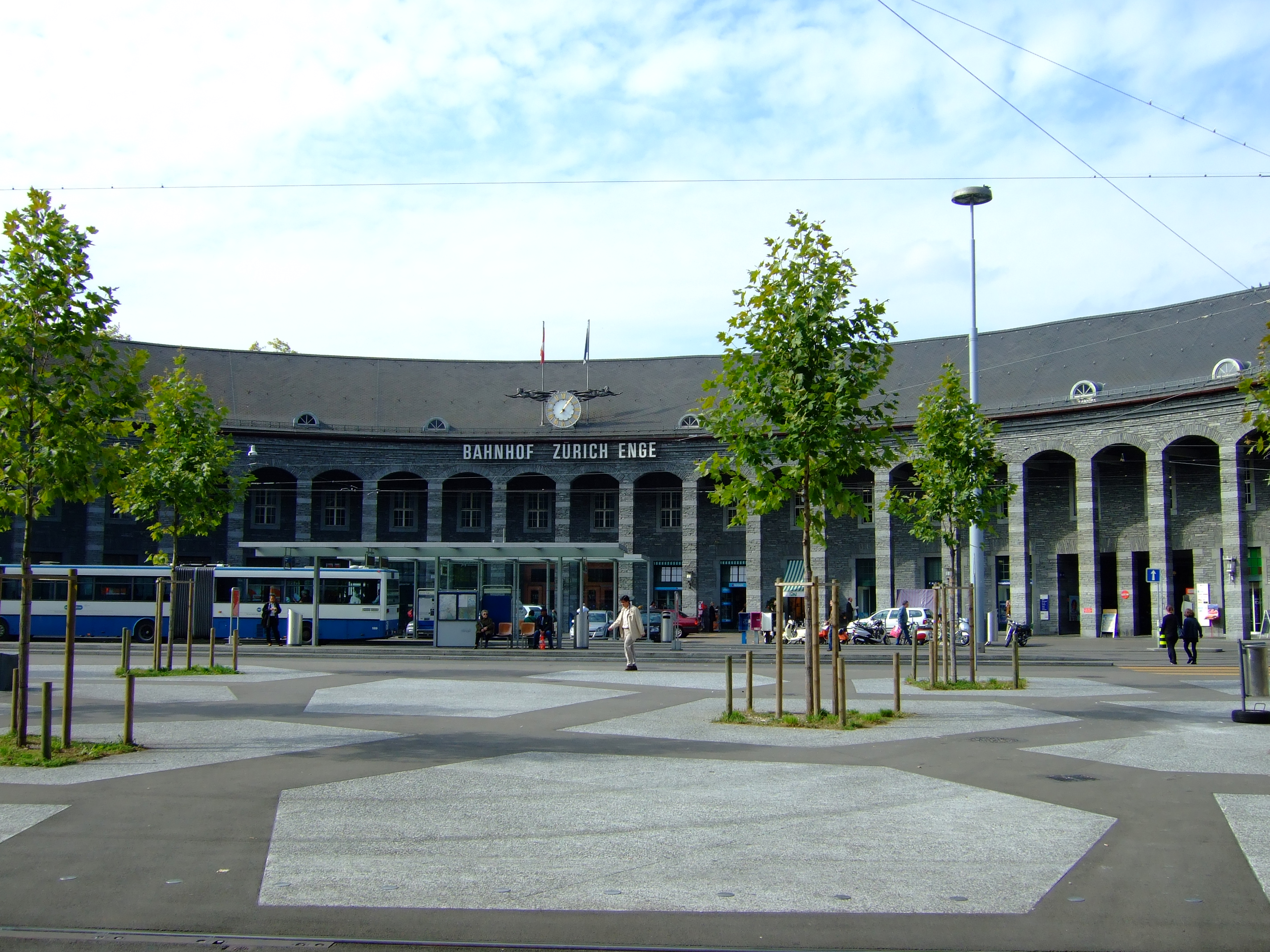
Tessinerplatz, Bahnhof Enge

Der Bahnhof Zürich Enge wurde nach den Plänen der Gebrüder Pfister zwischen 1925 und 1927 aus Tessiner Granit gebaut, weshalb der davor liegende Platz Tessinerplatz heisst.
Von 1954 bis 1960 errichtete der Architekt Jacques Schader auf dem Areal von Park und Villa Freudenberg die heutigen Kantonsschulen Enge und Freudenberg. Seit 1987 steht die Anlage unter Denkmalschutz. 1993 bis 2000 wurde sie einer ersten Gesamtsanierung unterzogen. Architektonische Besonderheiten des Schulhauses sind die Lichtdurchflutung – in jedem Raum fällt das Licht von zwei ein – und die Grösse der Räume. Diese sind relativ hoch und haben grosse Fenster. Dank der Erhaltung von Teilen der alten Parkanlage ist der ganze Gebäudekomplex von Bäumen umschlossen.
1964 wurde im Enge-Quartier eines der ersten Hochhäuser der Stadt Zürich fertiggestellt: das 50 m hohe Hochhaus zur Palme am Bleicherweg 33 der Architekten Max Ernst Haefeli, Werner Max Moser und Rudolf Steiger. Das stark auf die automobile Gesellschaft ausgerichtete Gebäude gab in Zürich viel zu reden und erfuhr auch international Beachtung – die Auszeichnung für gute Bauten der Stadt Zürich blieb ihm dagegen versagt.
Der nach der Trasseeverlegung 1927 stillgelegte und dem Motorfahrzeugverkehr geöffnete Eisenbahntunnel unter dem Parkring wurde Mitte Sechzigerjahre ausgebaut und 1968 als leistungsfähige Verbindung zwischen Wiedikon und Enge wiedereröffnet. Diese Kapazitätserweiterung war auch durch die sechs Jahre später erfolgende Eröffnung der Sihlhochstrasse bedingt, über welche die Autobahn A3 den Verkehr aus dem Raum linkes Zürichseeufer und Sihltal in die Stadt führt.
Das von den Dominikanerinnen gegründete Sanitas Spital wurde 1975 in die Nachbargemeinde Kilchberg verlegt.
Auf dem Areal der Brauerei Hürlimann stiess man 1986 bei einer Tiefenbohrung auf eine Quelle, die sich als ausserordentlich mineralhaltig erwies. Die Brauerei lancierte das erste Zürcher Mineralwasser namens Aqui. Der Bevölkerung wurde am Aqui-Brunnen an der Brandschenkestrasse das Wasser in Kleinmengen kostenlos zur Verfügung gestellt. Der Brunnen blieb auch nach der Einstellung des Brauereibetriebes in Betrieb. Auf dem Areal entstanden ab 2003 Wohnungen und Arbeitsplätze in Dienstleistungsbetrieben und Gewerbe. Auf grosses Medienecho stiess dabei insbesondere der Zuzug des Google-Sitzes für den EMEA-Wirtschaftsraum (Europa, Naher Osten, Afrika).

## Örtlichkeiten

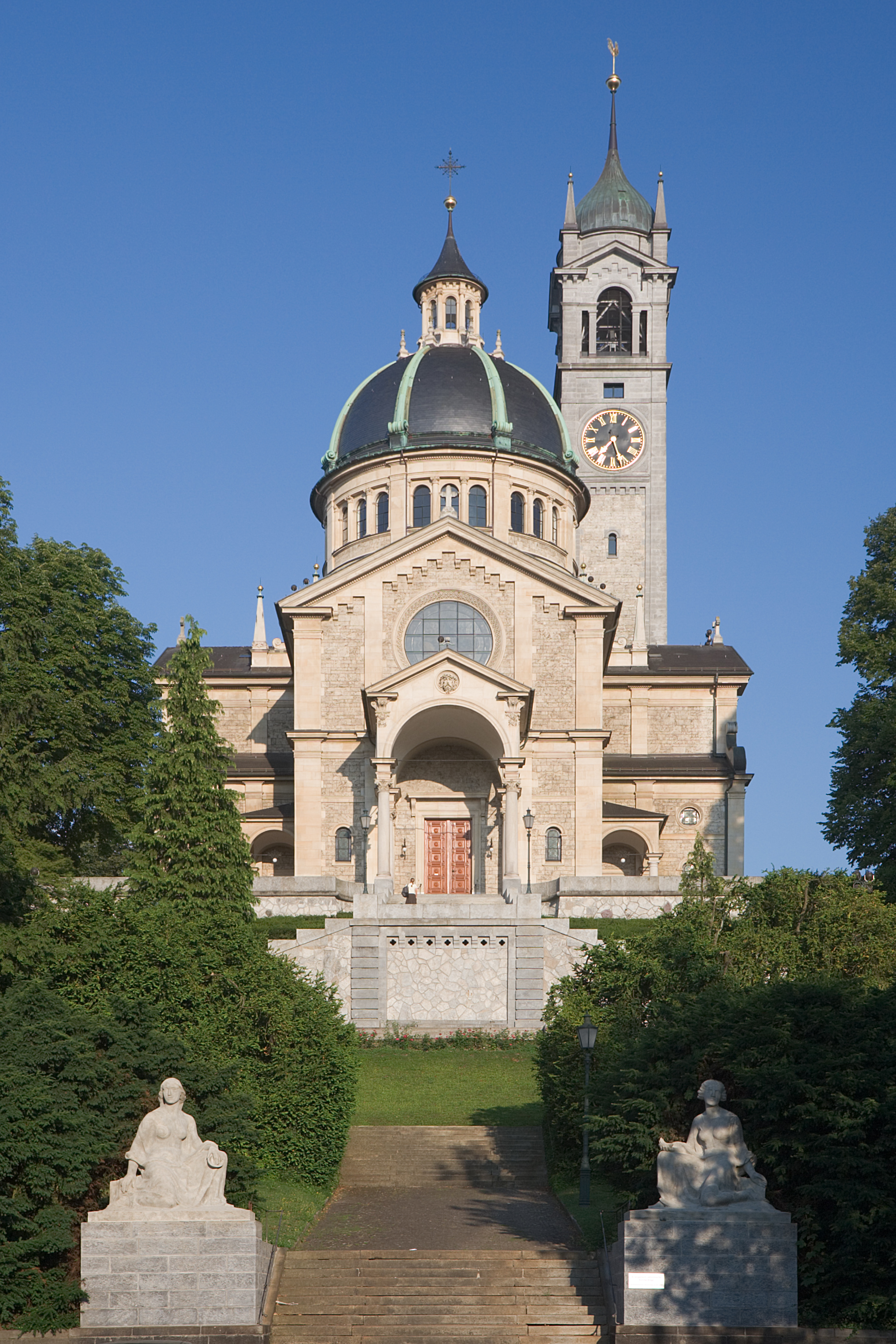
Kirche Enge, Blick von Osten

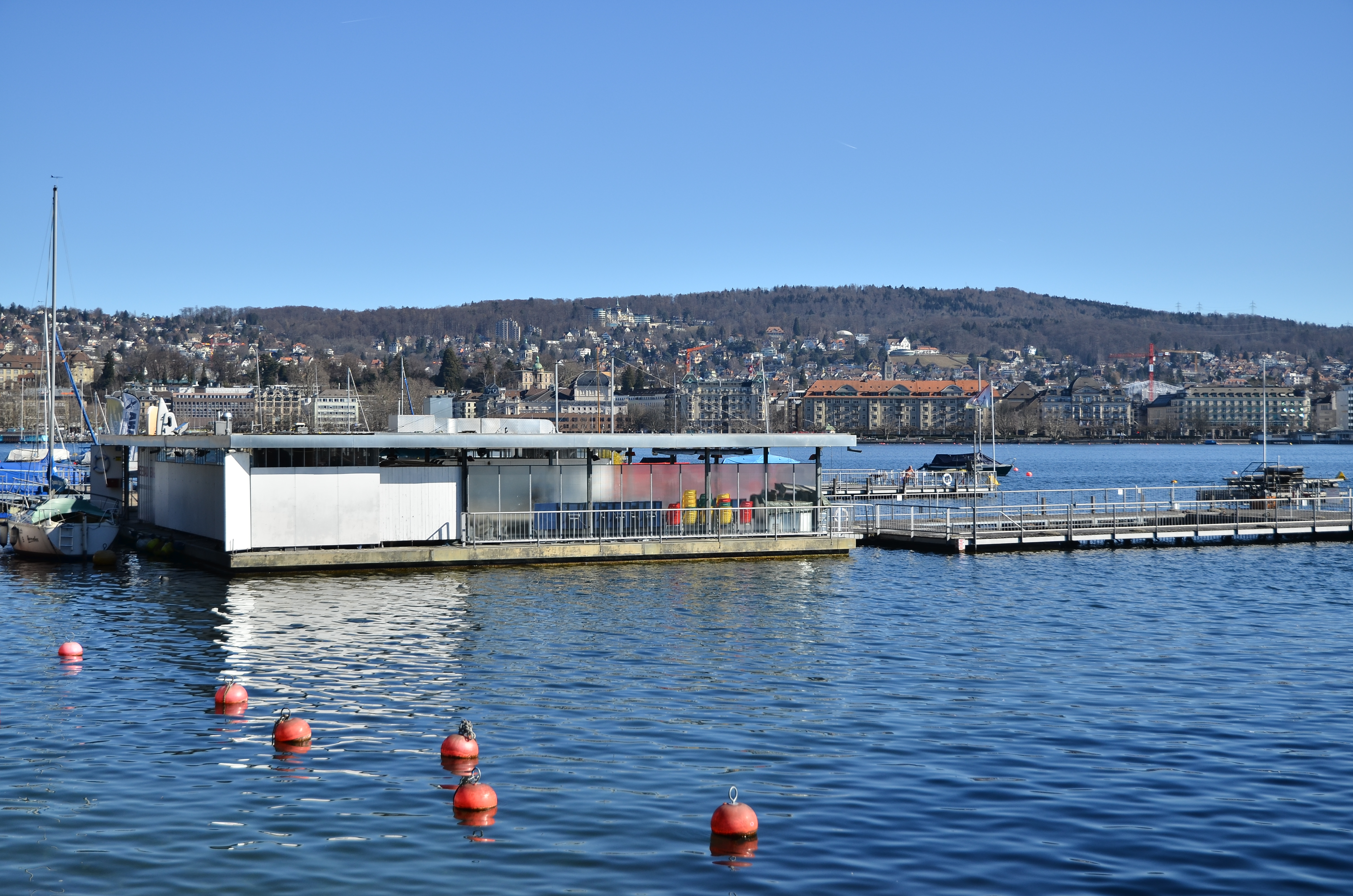
Seebad Enge im Arboretum

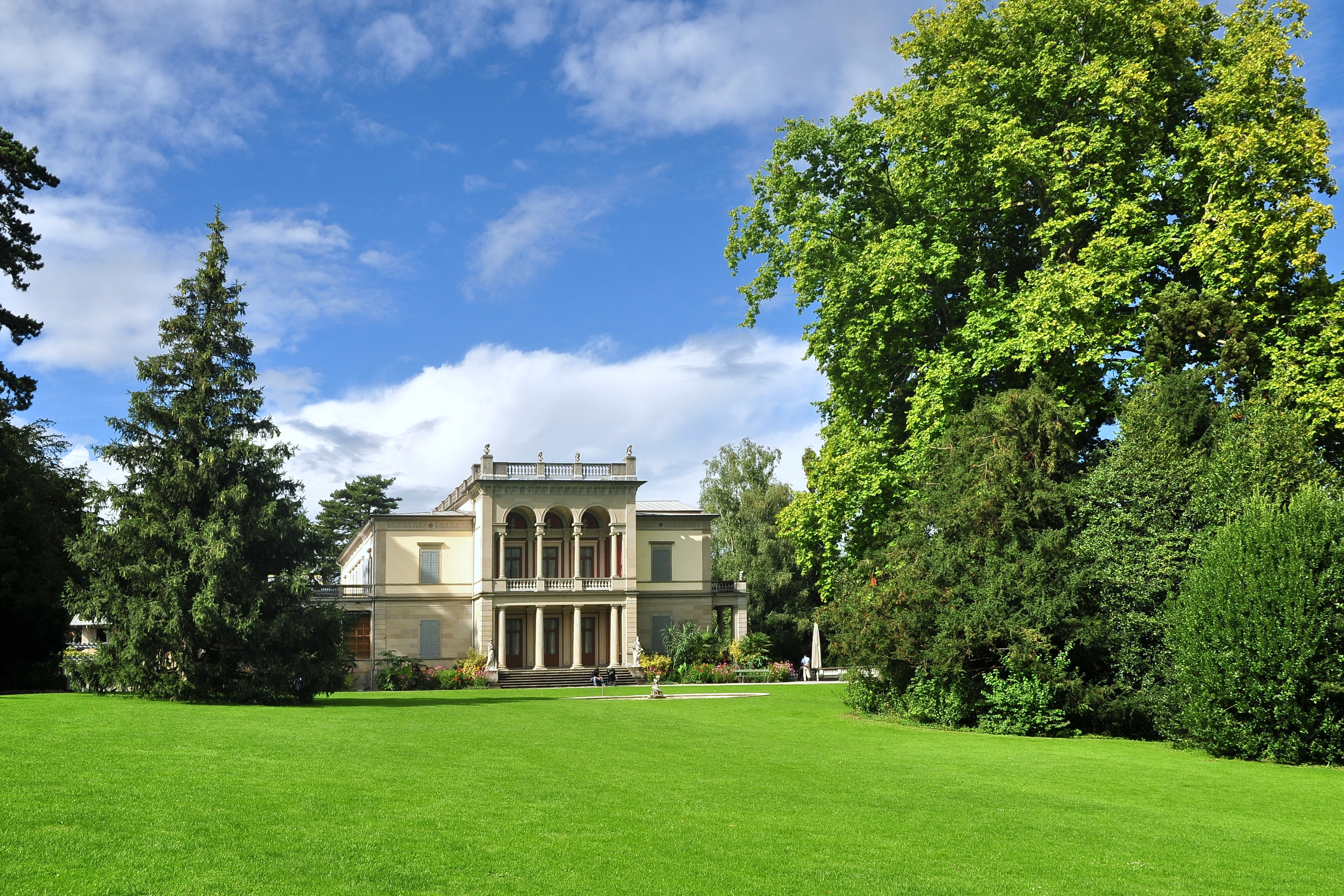
Villa Wesendonck im Rieterpark

- Reformierte Kirche Enge ▼
 Auf dem Hügel der Seitenmoräne des Linthgletschers steht die reformierte Kirche Enge mit ihrem 60 Meter hohen, als italienischer Campanile gestalteten Turm und der markanten Kuppel. Sie wurde in den Jahren 1892 bis 1894 nach Plänen von Alfred Friedrich Bluntschli (1842–1930) erbaut. Die Kirche im Stil der Neorenaissance[6] besitzt eine Orgel der Orgelbaufirma Th. Kuhn aus dem Jahr 1951 mit 62 klingenden Registern und einem aus dem Jahr 1994 stammenden Fernwerk, das sich in der Kuppel der Kirche befindet.[7]
- Katholische Kirche «Drei Könige»
 Die katholische Kirche liegt etwas versteckt etwa 300 m südöstlich der reformierten Kirche. Sie wurde in den Jahren 1949–1951 von den Architekten Ferdinand Pfammatter und Walter Rieger erbaut und steht in der Tradition der französischen Betongotik. Die farbenprächtigen Fenster der Kirche stammen von Paul Monnier (1907–1982), der die Leuchtkraft seiner Glasfenster durch die Unebenheit der beiden Oberflächen sowie durch die Dicke und Leuchtkraft des Glases erreichte.[8]

Löwendenkmal, 1881–1887, von Urs Eggenschwyler, 1906
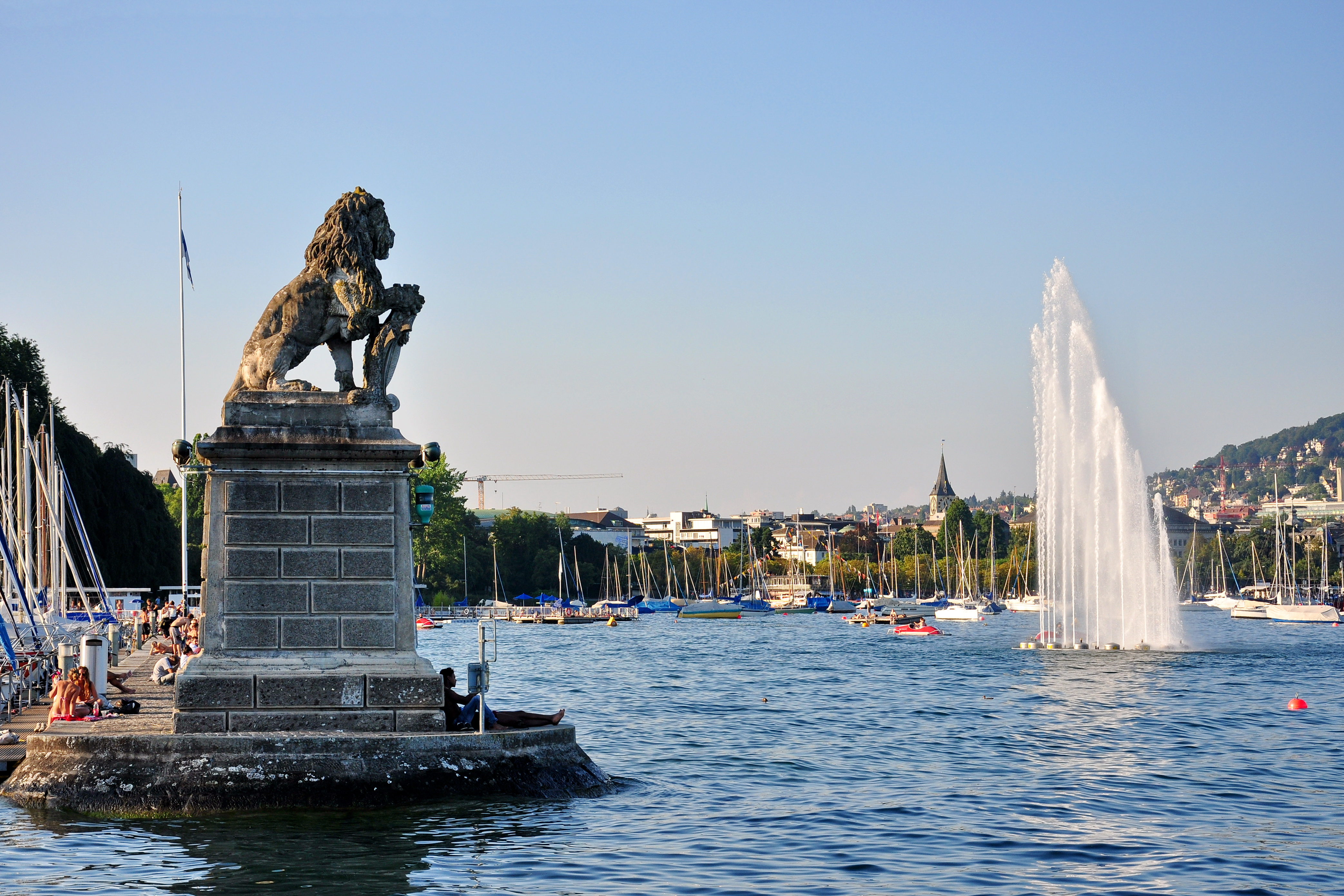
Löwendenkmal, 2010

- Hafen Enge ▼
 Der Hafen Enge ist einer der ältesten Seehäfen in Zürich. Er wird von einer zu beiden Seiten offenen Granitmauer geschützt. Bei der südöstlichen Einfahrt steht die markante, etwa zweieinhalb Meter hohe Skulptur des Bildhauers Urs Eggenschwyler, das Löwendenkmal mit dem sitzenden, das Emblem mit der rechten Pfote haltenden Zürcher Wappentier.
- Arboretum
Das Arboretum ist eine die Parkanlage im Enge-Quartier. Es wird als Freizeitanlage sowie im Sommer als Badeanlage genutzt.

- Seebad Enge
Das Seebad befindet sich im Arboretum. Es verfügt auch über einen Frauenbereich.
- Strandbad Mythenquai
Das Strandbad bietet mitten in Zürich einen 330 Meter langen Sandstrand und einen 5-m-Sprungturm im See. Viele Anrainer nutzen es für eine verlängerte Mittagspause zum Schwimmen und anschliessendem Mittagessen am Strand. Jedes Jahr wird eine Seeüberquerung zum gegenüberliegenden Strandbad Tiefenbrunnen organisiert, bei der mehrere tausend Schwimmer die Strecke von 1 km quer über den See bewältigen.
- Google Europe
 Auf dem alten Hürlimann-Areal entstand 2008 der Hauptsitz von Google für den EMEA-Wirtschaftsraum.

- Museum Rietberg
 Das 1952 eröffnete, in der Villa Wesendonck untergebrachte Museum ist der Kunst aus Asien, Afrika, Amerika und Ozeanien gewidmet und das einzige Kunstmuseum für aussereuropäische Kulturen in der Schweiz.
- FIFA Museum
 Museum der FIFA über den Fussball, das im Februar 2016 in einem ehemaligen Geschäftshaus am Tessinerplatz eröffnet wurde.[9]
- Sukkulenten-Sammlung Zürich.
 Sie ist mit etwa 6500 kultivierten Arten und Varietäten eine der umfangreichsten und weltweit bedeutendsten Spezialsammlungen sukkulenter Pflanzen und eine Schutzsammlung der Internationalen Organisation für Sukkulentenforschung (IOS).

## Schulen
- Primarschulhaus Gabler,[10] 1874, Schulhausstrasse 21, Architekt: Adolf Brunner-Staub
- Sekundarschulhaus Lavater,[11] 1897, Schulhausstrasse 1, Architekt: Gustav Gull
- Kantonsschule Enge,[12] 1954–60, 1961 vollendet, Steinentischstrasse 10, Architekt: Jacques Schader, Stil: eines der Hauptwerke der europäischen Nachkriegsmoderne, seit 1987 unter Denkmalschutz.
- Kantonsschule Freudenberg und schweizerisch-italienisches Kunstgymnasium Liceo Artistico,[13] Gutenbergstrasse 15, Architekt: wie Kantonsschule Enge
- Rietberg Montessori Schule,[14] Seestrasse 119/121

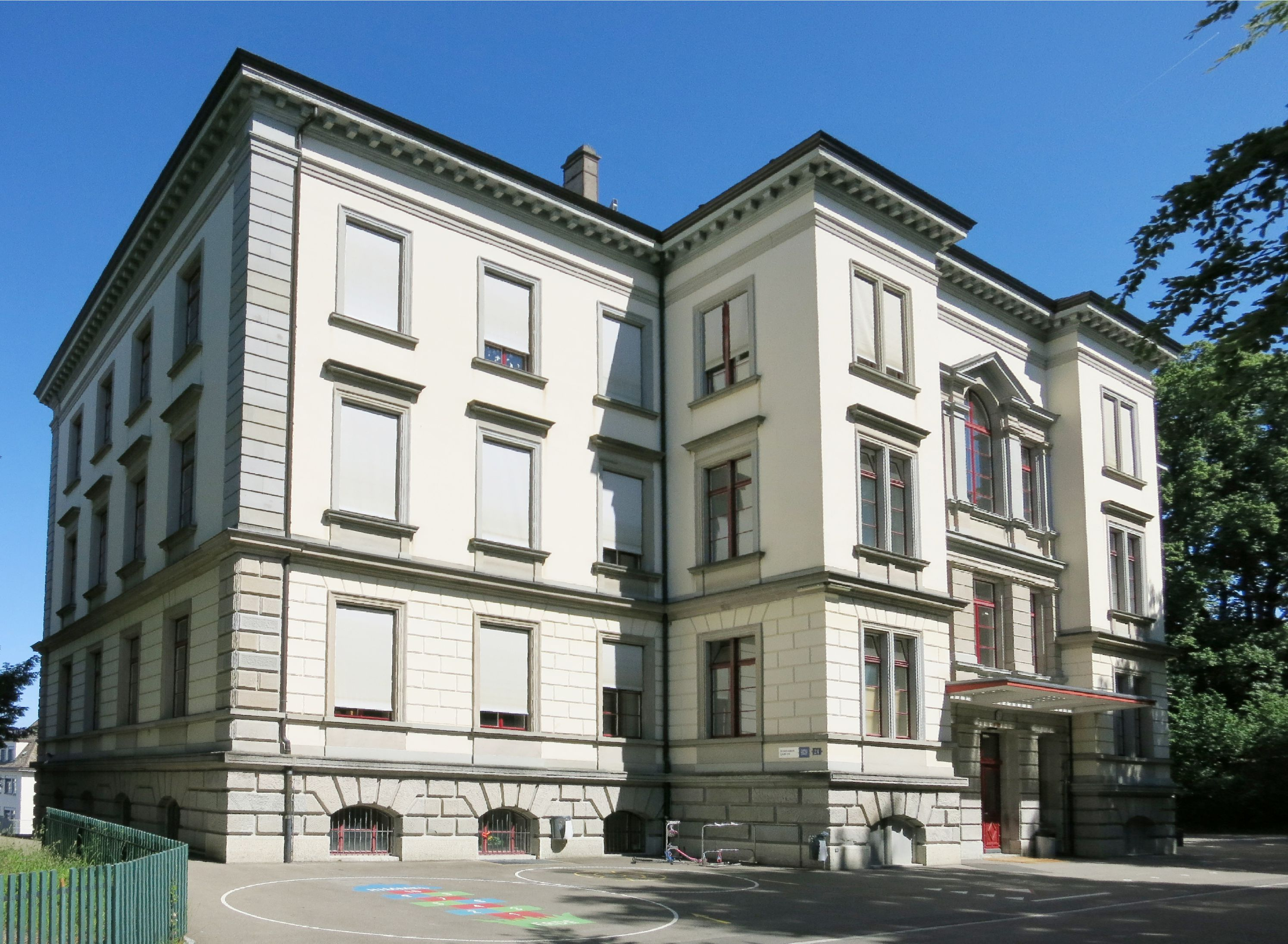
Schulhaus Gabler
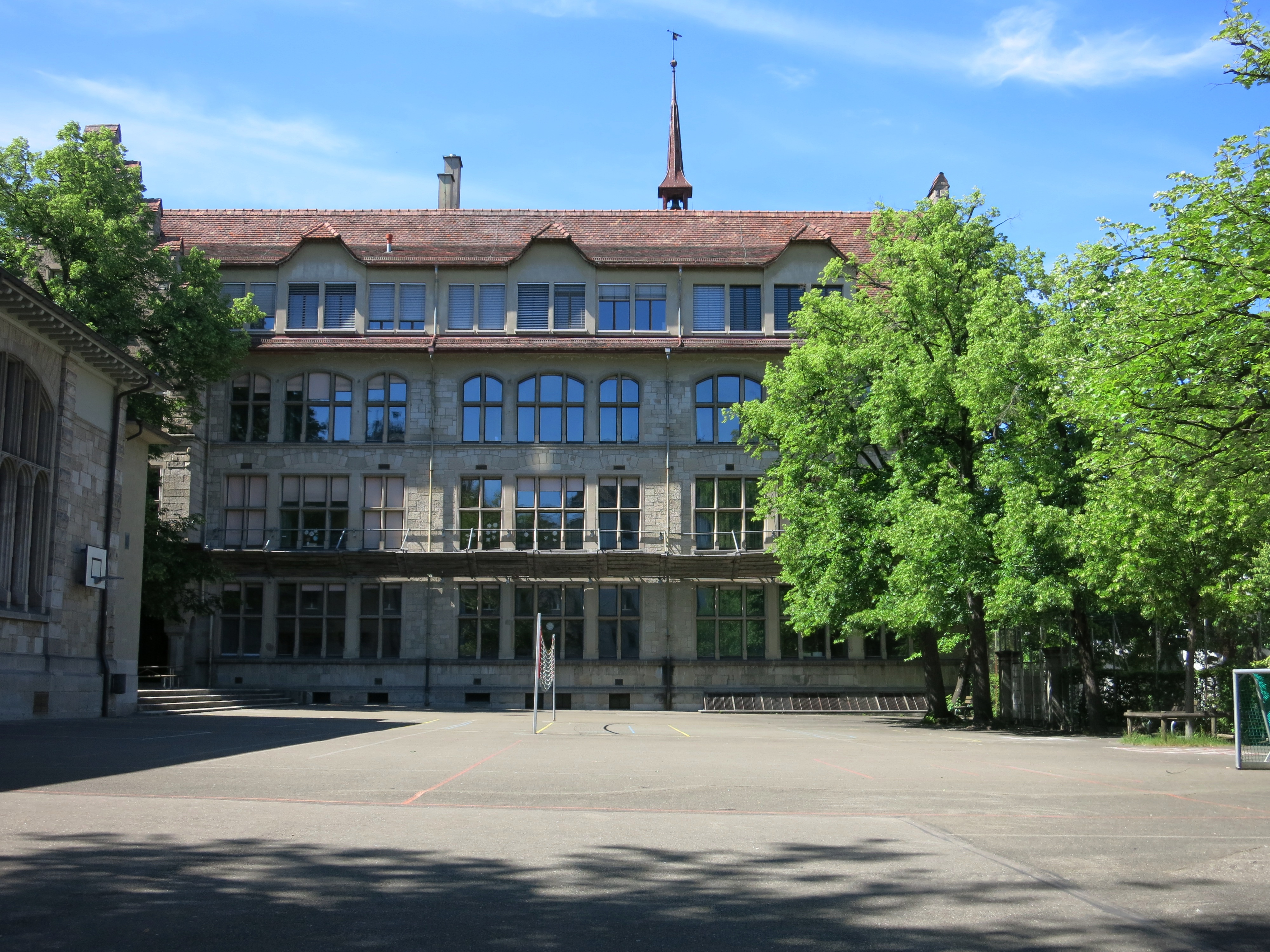
Schulhaus Lavater
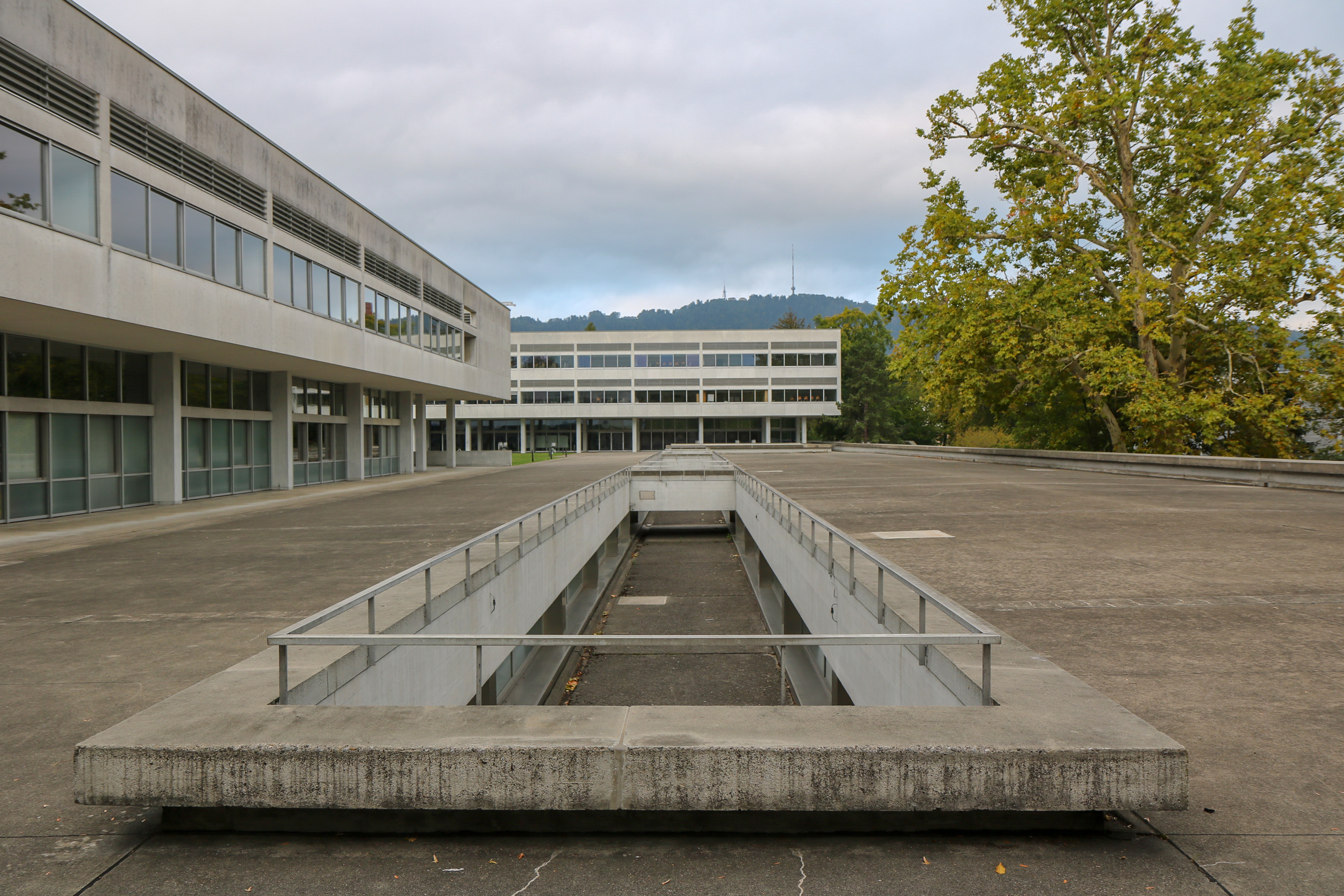
Kantonsschule Freudenberg, links und Kantonsschule Enge im Hintergrund

## Kunst im öffentlichen Raum

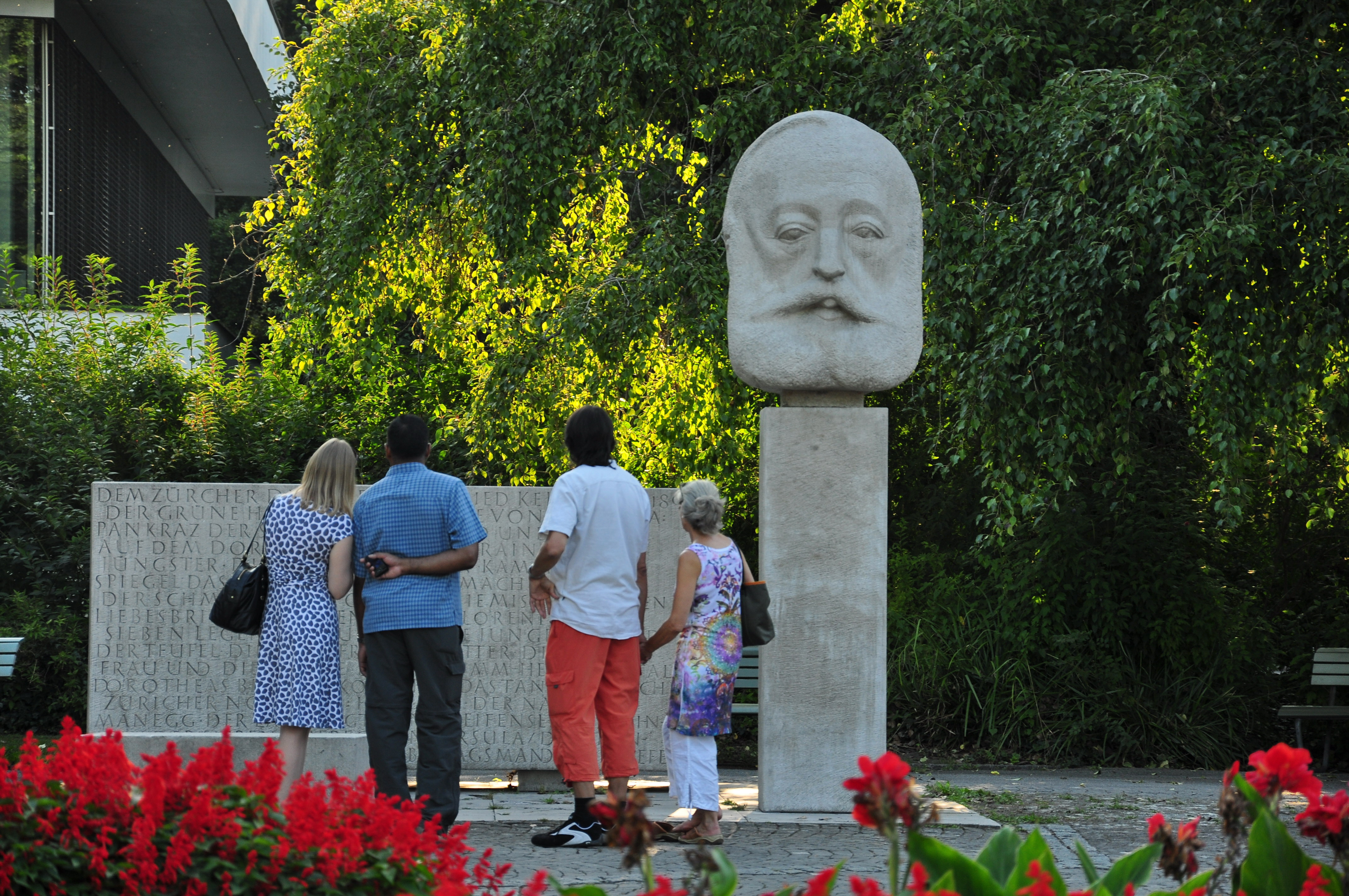
Denkmal für Gottfried Keller von Otto Charles Bänninger am Mythenquai 50/60, 1963

1963 stiftete die Schweizerische Rückversicherungs-Gesellschaft – heutige Swiss Re – anlässlich ihres 100-Jahre-Jubiläums ein Denkmal für Gottfried Keller, das der Bildhauer Otto Charles Bänninger erstellte.  Als Staatsschreiber hatte Keller am 19. Dezember 1863 das Dokument unterzeichnet, mit welchem der Kanton Zürich die Gründung des Unternehmens genehmigte.

## Persönlichkeiten
- Otto Wesendonck (1815–1896), Kaufmann und Kunzmäzen, und Mathilde Wesendonck (1828–1902), Schriftstellerin
- Kaspar Baumann-Zürrer (1830–1896), Kaufmann und Politiker
- Conrad Cramer-Frey (1834–1900), Unternehmer und Politiker
- Alfred Escher (1834–1882), Politiker, Wirtschaftsführer und Eisenbahnunternehmer
- Heinrich Nägeli (1850–1932), Politiker
- Lydia Welti-Escher (1858–1891), Mäzenin, Gründerin der Gottfried Keller-Stiftung
- Gottfried Keller (1819–1990), Schriftsteller und Politiker
- Elias Landolt (Forstwissenschaftler) (1821–1896), Professor für Forstwissenschaft sowie Oberforstmeister des Kantons Zürich
- Robert Schmid (1867–1934), Jurist und Politiker
- Jean Violette (1876–1964), Schriftsteller
- Fritz Rieter-Wieland (1887–1970), Offizier und Herausgeber
- Emil Landolt (1895–1995), Jurist und Politiker
- Elias Landolt (Botaniker) (1926–2013), Schweizer Geobotaniker